# Alt Rehse

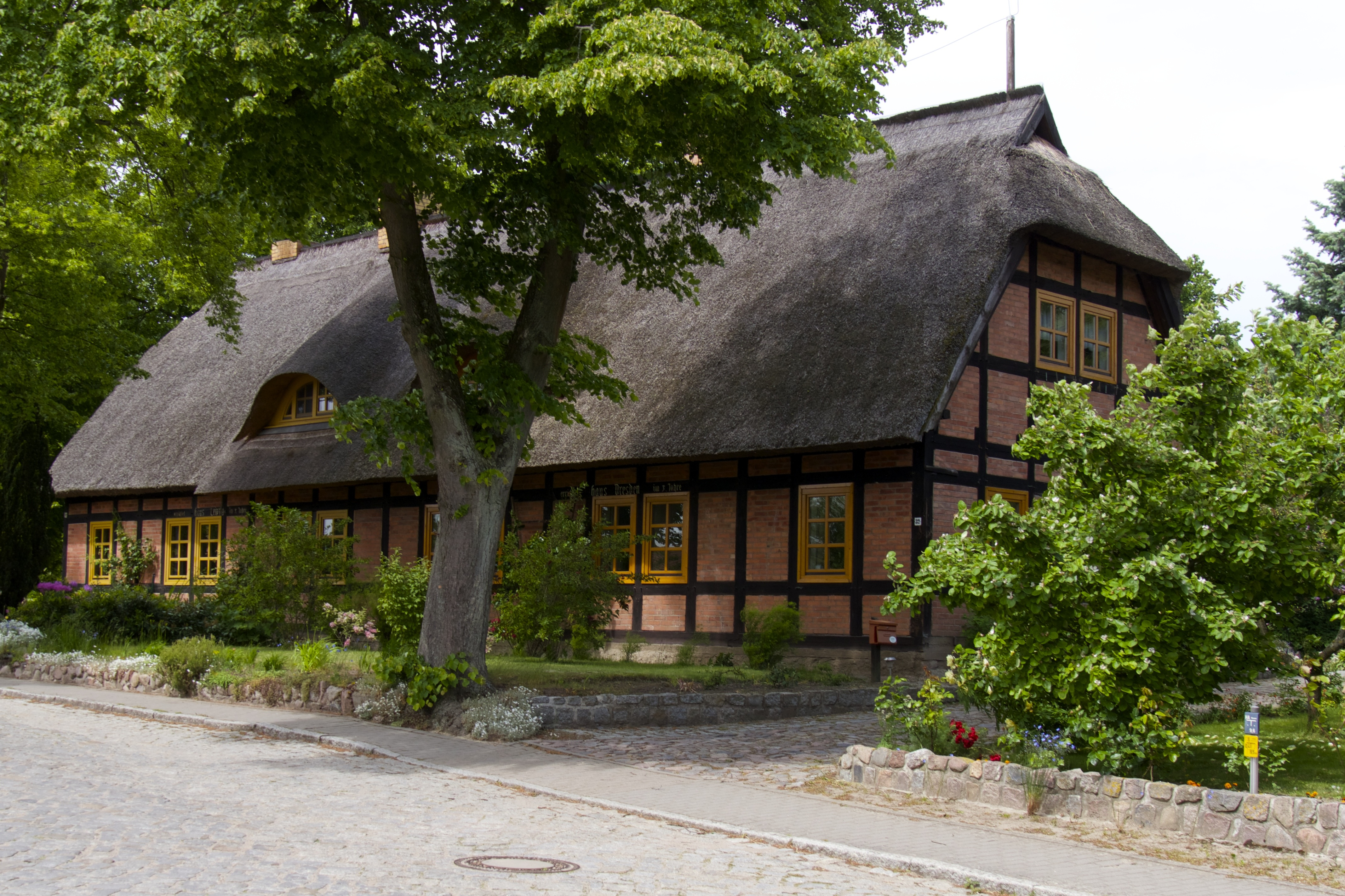
Typisches Fachwerkhaus im Dorf

Alt Rehse ist ein Dorf und Ortsteil der Stadt Penzlin am westlichen Ufer des Tollensesees im Landkreis Mecklenburgische Seenplatte in Mecklenburg-Vorpommern (Deutschland). Das Dorfensemble ist als seltenes Beispiel von dörflicher Architektur im Nationalsozialismus architektonisch und historisch einmalig in Deutschland.

## Geografie

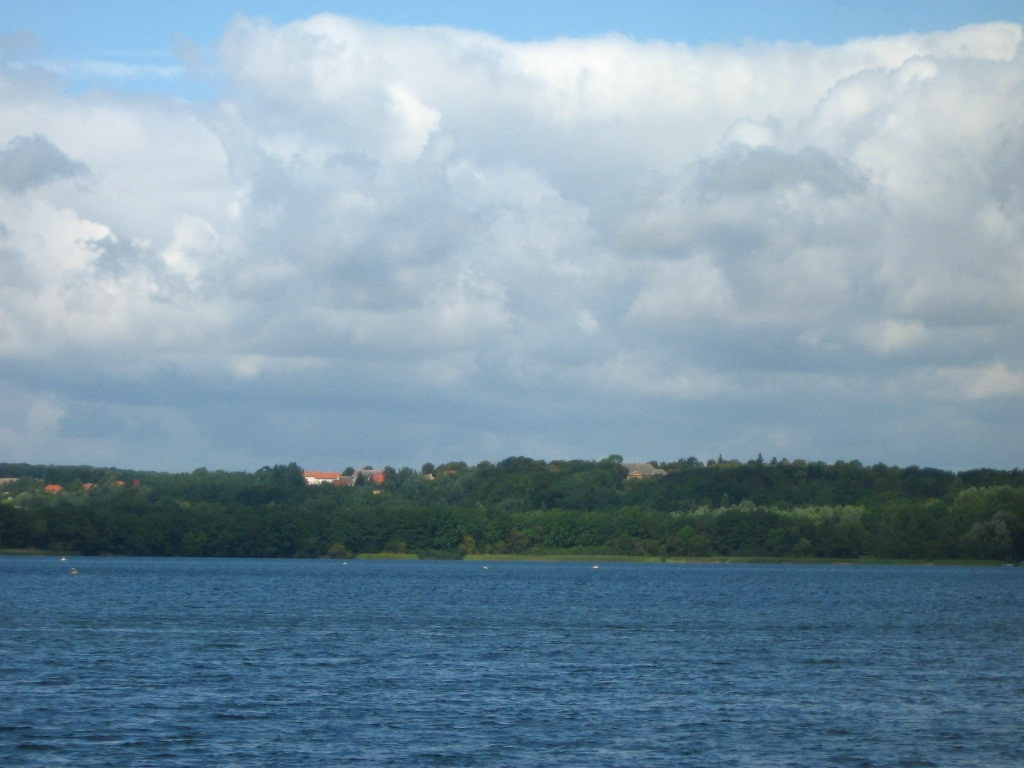
Blick über den Tollensesee nach Alt Rehse

Die Gemarkung des Ortsteils Alt Rehse grenzt an die Gemeinden Kuckssee, Wulkenzin, Hohenzieritz, die Stadt  Penzlin sowie an die Kreisstadt Neubrandenburg.

## Geschichte

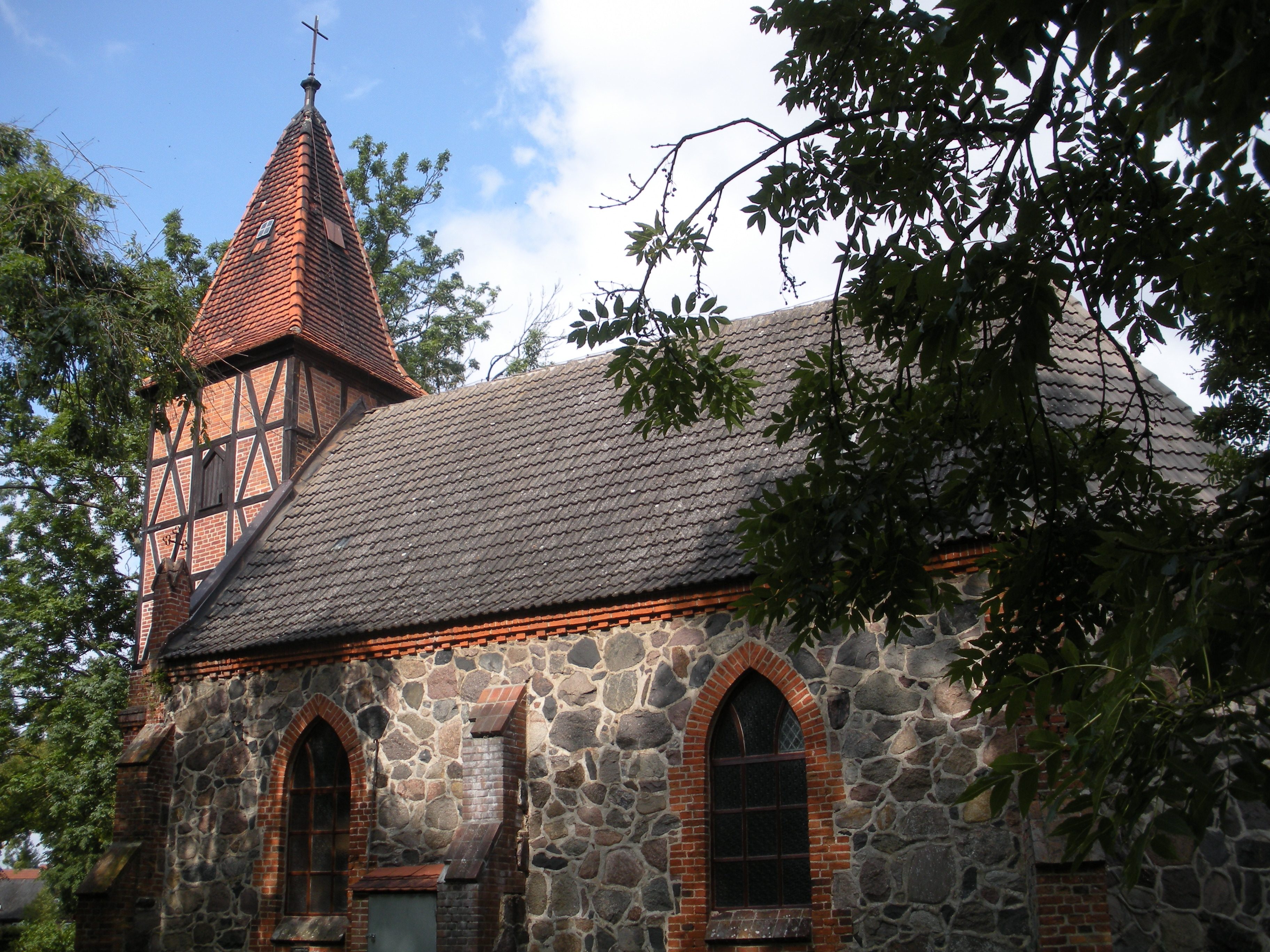
Dorfkirche in Alt Rehse

Der Ort ist slawischen Ursprungs, hier lebten nach Abzug der germanischen Bewohner zur Zeit der Völkerwanderung die mittelalterlichen Stämme der Redarier und Tollenser aus dem Stammesverband der Wilzen, die später auch im Liutizenbund vereinigt waren. Der Name „Rehse“ könnte sich aus der altslawischen Sprache ableiten und „Ort am Wasser“ bedeuten.
Alt Rehse wird 1182 in einer Bestätigungsurkunde von Pommernherzog Bogislaw I. für Besitzungen des Klosters Broda als „reze“ erstmals erwähnt. Ob es sich bei einem Ort, welcher als „michnin“ (1170), „Michninow“ (1244) bzw. „Michnino“ (1328) in teilweise gefälschten Urkunden erwähnt wurde, um Alt Rehse oder um ein anderes Dorf handelte, ist nicht mit hinreichender Sicherheit feststellbar. Die Landesgeschichtsforschung geht seit längerem davon aus, dass eine Siedlungskontinuität der beiden Orte nicht besteht.
Alt Rehse gehörte anfangs dem Prämonstratenserkloster Broda, ehe danach 22 verschiedene Eigentümer das am Tollensesee gelegene Dorf besaßen. Erwähnenswert sind:
- (Georg) Ferdinand (Heinrich) von Maltzan, Reichsfreiherr zu Wartenberg und Penzlin (1778–1868), Erblandmarschall des Fürstentums Wenden, der am 18. Oktober 1816 als Erster in Mecklenburg die Aufhebung der Leibeigenschaft auf seinen Gütern verkünden ließ,
- Carl (Otto Ferdinand) Mercker (1816–1893), der großes Interesse an Archäologie und Geologie entwickelte und bei Wustrow slawische Pfostengruben freigelegt und als „Brücke zu Rethra“ deutete,
- seit 1896 der freiherrliche Zweig der Familie von Hauff, vertreten durch Ludwig Freiherr von Hauff (1872–1923),[2] ein neues Schloss erbaute und den Gutspark in einen Landschaftspark umwandelte.
- Hans Nikolaus von Hauff, verheiratet mit Gudrun von Hauff aus der württembergischen Linie der Familie; geschieden 1947. Deren ersten beiden Kinder sind in Alt Rehse geboren, die nächsten in Neubrandenburg, Mallin und Tübingen. Das allodiale Rittergut Alt Rehse besaß einen Umfang von 497 ha. Pächter um 1928 war Knupe.[3] Hauptsitz derer von Hauffs wurde dann das Herrenhaus Mallin.
- 15. April 1931 Aufhebung des Konkursverfahrens des Mecklenburg-Schwerinschen Landgericht zu Güstrow als übergeordnete Instanz des Amtsgericht zu Penzlin, die die Eröffnung des Verfahrens zuvor angeordnet hatte. Beschwerdeführer war versus der Testamentsvollstrecker für die Miterben Ingeborg Freiin von Hauff und stud. jur. Ernst Günther Freiherr von Hauff[4]
- im Oktober 1933 bewohnt zeitweise Martin Bormann das vormalige Herrenhaus
- 1934, ohne Anerkennung der Rechtmäßigkeit, Enteignung der Hauffs, nach Eigenangaben[5] im Genealogischen Handbuch des Adels

1934 kamen das Gut und der Park durch Enteignung an den Hartmannbund, der hier auf Verlangen der Reichsärzteführung die Führerschule der Deutschen Ärzteschaft bauen ließ und das Gut in Besitz nahm. Das alte Dorf wurde bis auf die Kirche, die Schule und das Pfarrhaus sowie einen Katen, den späteren Dorfkrug, abgerissen, und es entstanden in der Folgezeit bis 1939 22 niederdeutsch wirkende Fachwerkhäuser mit Schilfrohrdächern, die im Türbalken die Jahreszahl der Erbauung nach dem nationalsozialistischen Machtantritt und den Namen jeweils eines deutschen Gaues trugen. Der Lehrbetrieb ging bis Januar 1943, während das Gut für die Führerschule und die Reichskanzlei produzierte.

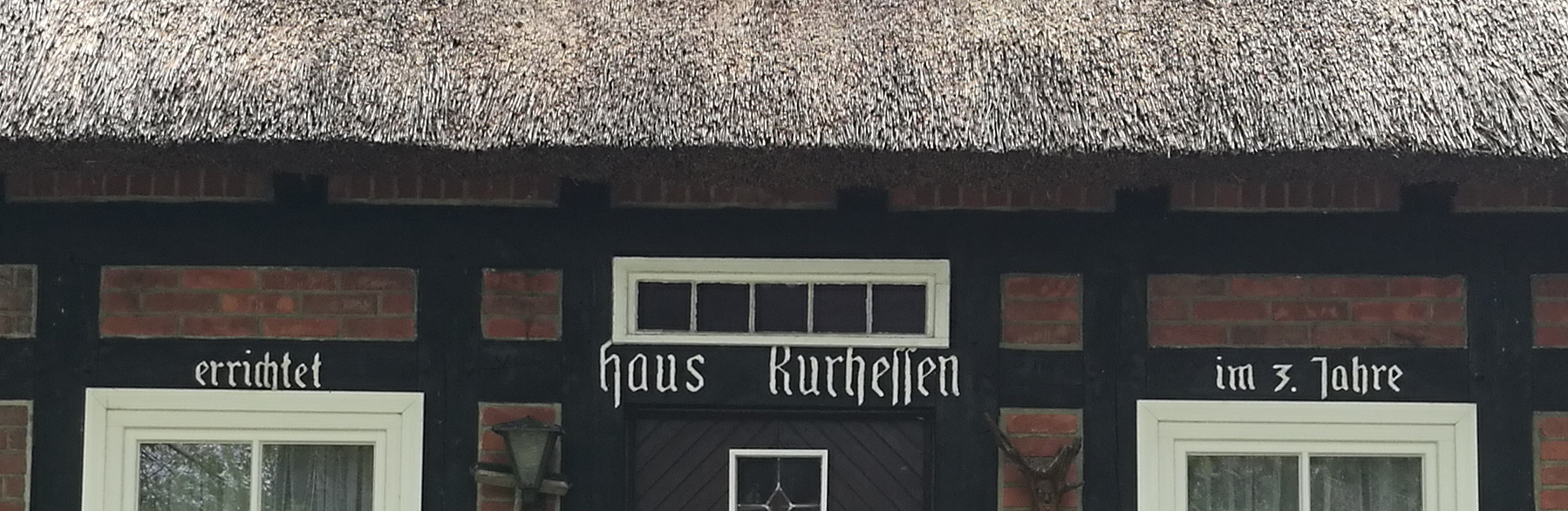
Türsturz des Hauses „Kurhessen“ in Alt Rehse: im 3. Jahre bezeichnet das 3. Jahr nach der Machtergreifung Hitlers 1933

1945 evakuierte die Rote Armee die Bevölkerung und nutzte das Gelände bis Oktober 1947. Auf der Suche nach schriftlichen Unterlagen wurden im Ort umfassend Bücher beschlagnahmt, wobei auch die Kirchenbücher verschwanden.

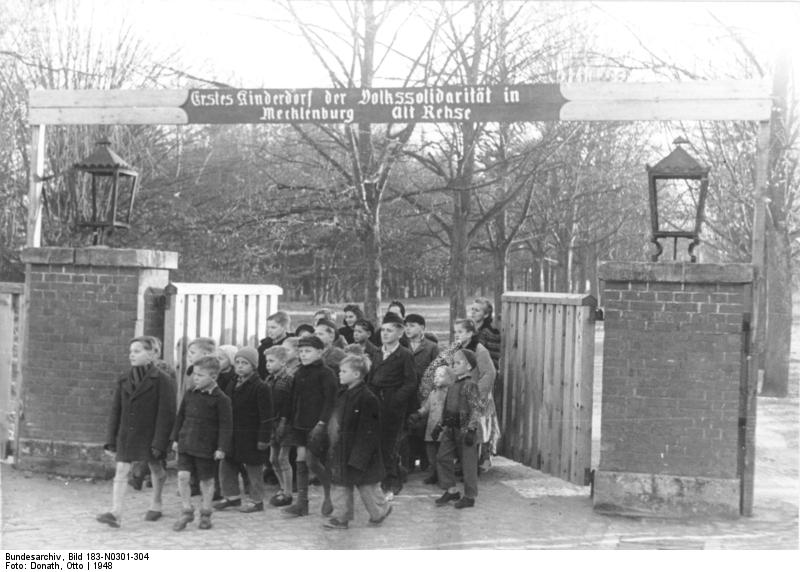
Kinderdorf 1948 in Alt Rehse

Im Verlauf der Bodenreform zog 1948 das als Heimstatt für Vertriebenenwaisen aus dem ehemaligen deutschen Osten gegründete „Kinderdorf Alt Rehse“ in Schloss und Park Alt Rehse ein. 1952 bezog ein Institut für Lehrerbildung die Schloss- und Parkanlage, die 1955 dann kurzzeitig vom DDR-Ministerium für Staatssicherheit übernommen und 1958 an die Nationale Volksarmee übergeben wurde. Der Alte Gutshof von 1862 im neugotischen Stil hatte 1939 eine neoklassizistische Fassade erhalten. Diese wurde in den 1960er Jahren zerstört, soll aber wieder hergestellt werden.

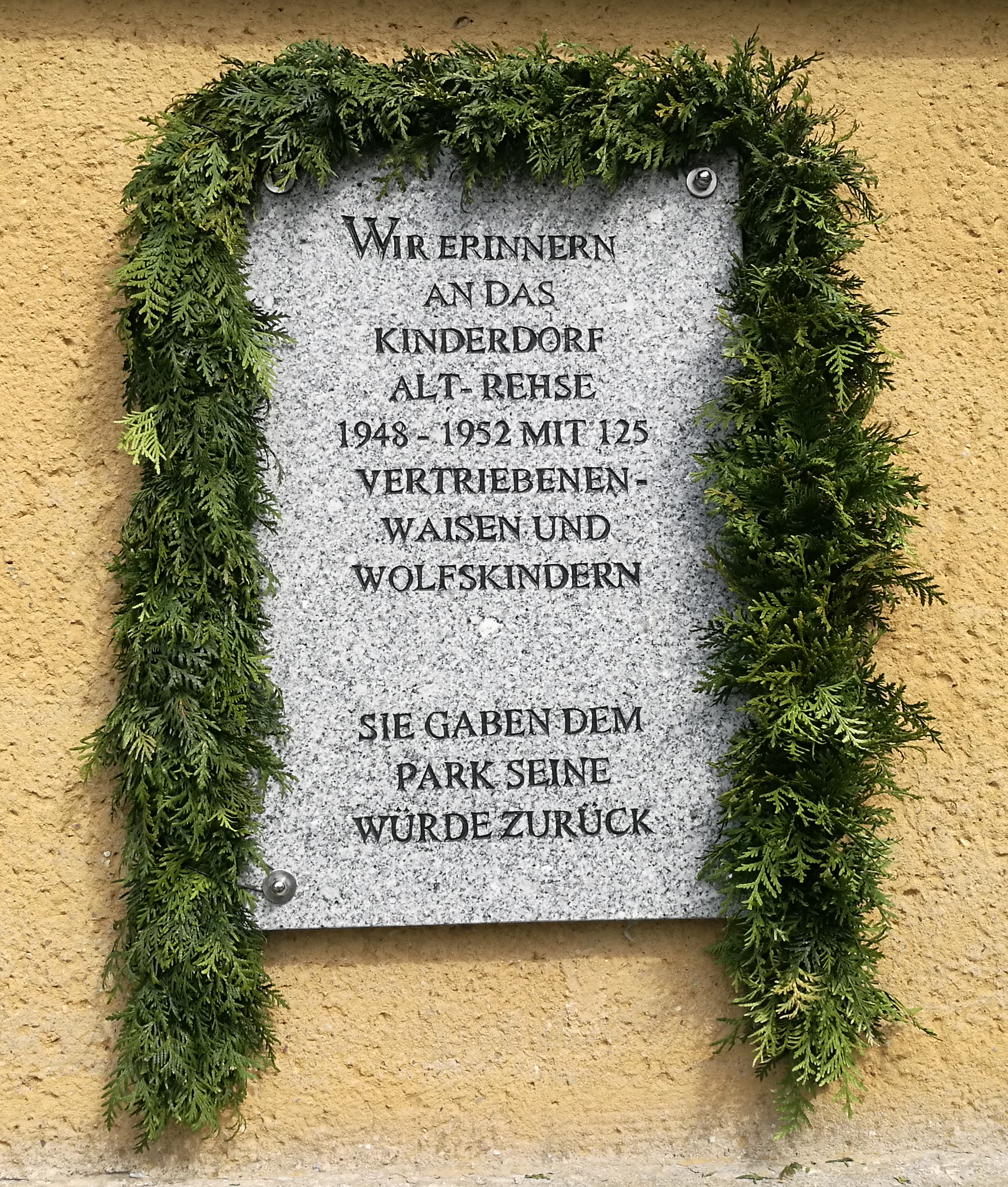
Gedenktafel am Schloss Alt Rehse, an die Zeit als Kinderheim erinnernd

Anfangs diente die Anlage der NVA-Führung zu Erholungszwecken. Das Terrain war umzäunt und von einem Torposten bewacht. In den 1970er Jahren konnten sogar Zivilisten das Objekt unbehelligt betreten. Ab Anfang der 1980er Jahre wurden die Sicherheitsmaßnahmen verschärft und das Objekt für die Errichtung halbunterirdischer Bauten auf eine südlich angrenzende Koppelfläche ausgedehnt. Von 1978 bis 1982 wurden Bunkeranlagen durch die NVA gebaut, die als Führungsstelle des Militärbezirks V (Neubrandenburg) der Landstreitkräfte der NVA genutzt werden sollten. 1990 zog die Bundeswehr als Rechtsnachfolger der NVA in das Park- und Bunkergelände ein, verließ es aber im Jahre 1998. Das Bundesverwaltungsamt hat für das 65 Hektar große Objekt einen Käufer gefunden, der es zunächst an die beiden Brüder Wallner durchgereicht hatte.
In der Zeit von 1990 bis 2003 stellte die Kassenärztliche Bundesvereinigung Restitutionsansprüche auf Dorf und Park. Erst nach erheblichen Protesten und Gerichtsverfahren verzichtete sie im Mai 2003 auf diese Ansprüche.
Mit einer Gruppe von Menschen aus ganz Deutschland wurde auf dem Gelände das Projekt „Tollense Lebenspark“ als Gemeinschaft gegründet. In diesem Zusammenhang wurden die seit 1998 ungenutzten Gebäude Schritt für Schritt als Tagungszentrum wieder in Betrieb genommen. (Stand 2013)
Schwerpunkte der Gemeinschaft war Selbstversorgung und Gemeinwohlökonomie, sowie auch Bedingungsloses Grundeinkommen nach dem Münchener Modell, letzteres war bis jetzt nur Theorie. Am 26. Januar 2014 kam dann durch Zwangsversteigerungstermin und Rückabwicklung des Kaufvertrages das Aus für die noch verbliebene Bewohnerschaft. Momentan versucht eine Investorin aus Bayern mit Hilfe einer Gruppe ehemaliger Gemeinschaftsmitglieder, dem Park am See neues Leben einzuhauchen.
Alt Rehse nahm als mehrfacher Kreis- und Landessieger am Bundeswettbewerb „Unser Dorf soll schöner werden“ teil und errang 1995 eine Bronzemedaille.
Alt Rehse gehört nach ihrer Eingemeindung zusammen mit dem zugehörigen Dorf Wustrow seit dem 1. Juli 2008 zur Stadt Penzlin. Der letzte Bürgermeister war Martin Aug.

## Kultur
Im Ort gibt es das Lindenkino, ein kleines Programmkino des mobilen Kinos Filmklub Güstrow.

## Politik
Von 1994 bis 2001 war der Tierarzt, Heimatforscher und Schriftsteller Wolfgang Köpp Bürgermeister von Alt Rehse.

### Wappen
Das Wappen wurde am 1. April 1997 durch das Innenministerium genehmigt und unter der Nr. 122 der Wappenrolle von Mecklenburg-Vorpommern registriert.
Blasonierung: „Über blauem Wellenschildfuß, darin ein silberner Fisch, gespalten; vorn in Gold eine rote Giebelfront eines Fachwerkhauses mit zwei Fenstern; hinten in Rot drei (1:2) goldene Lindenblätter.“
Das Wappen wurde von den Alt Rehsern Wolfgang Köpp und Christiane Junghans gestaltet.

## Wirtschaft und Infrastruktur

### Wirtschaft
Alt Rehse ist wegen der landschaftlich reizvollen Lage am Tollensesee ein beliebtes Ziel für den Fremdenverkehr.

### Infrastruktur

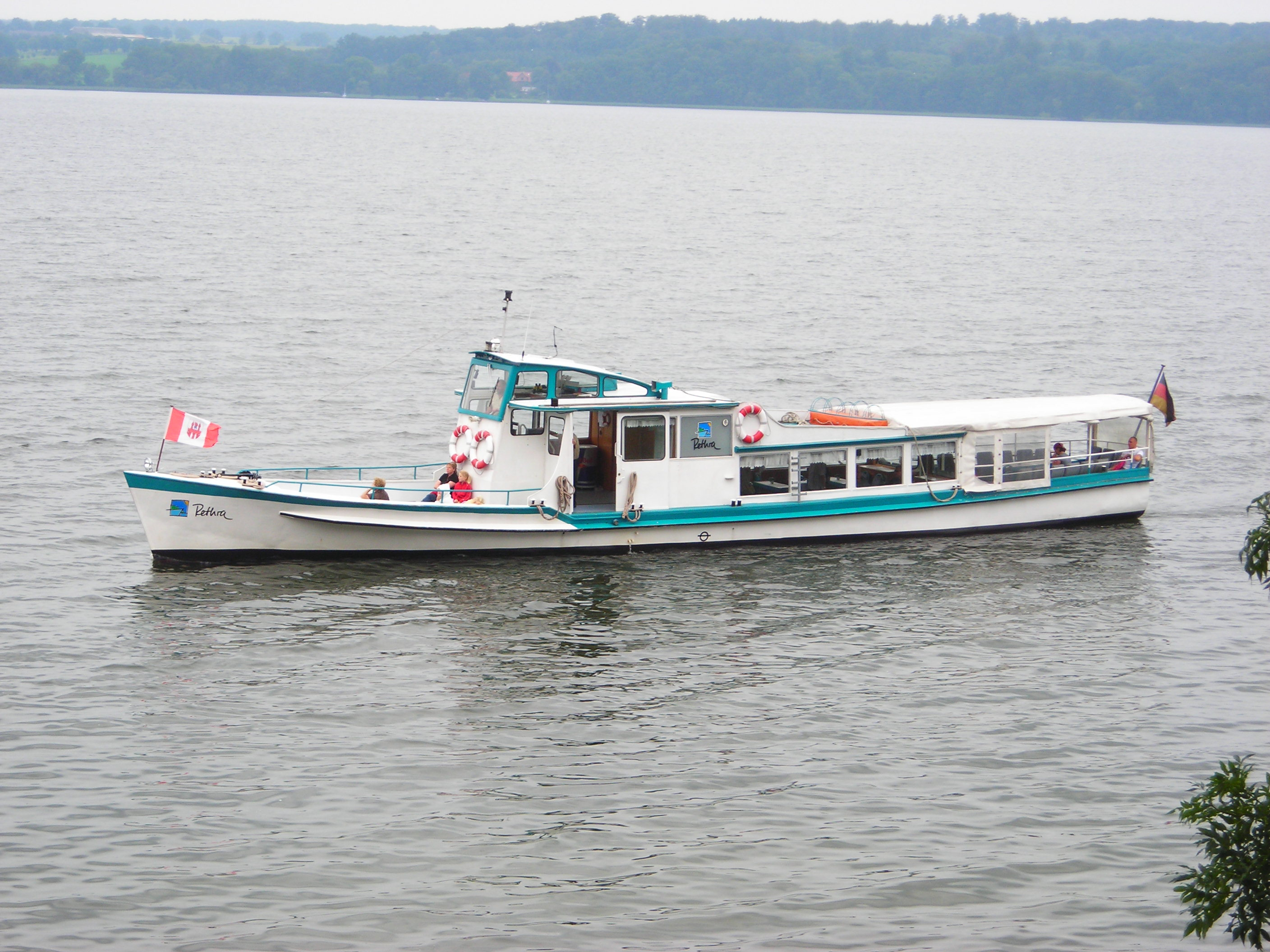
Linienschiff Rethra auf dem Tollensesee

Die Gemeinde ist mit dem Linienschiff Rethra der Neubrandenburger Stadtwerke von Mai bis September mit Neubrandenburg und dem Naturschutzgebiet Nonnenhof verbunden.
Des Weiteren ist Alt Rehse an das Netz der MVVG mit der Linie 21 an Penzlin und 529 an Neubrandenburg angeschlossen.